# Porr (roman)
Porr (originaltitel: Porno) är en roman från 2002 av den skotske författaren Irvine Welsh. På svenska kom en översättning 2004 av Einar Heckscher på Bokförlaget Forum.
Romanens handling utspelar sig 10 år efter handlingen i Trainspotting och handlar om en grupp vänner och heroinmissbrukare i Edinburgh som återförenas och ger sig in i porrbranschen.
Romanen filmatiserades 2017 av Danny Boyle med bland andra Ewan McGregor och Jonny Lee Miller i rollerna.